# Chojne
Chojne (dawniej: Choyne) – wieś w Polsce położona w województwie łódzkim, w powiecie sieradzkim, w gminie Sieradz.
Prywatna wieś szlachecka położona była w drugiej połowie XVI wieku w powiecie sieradzkim województwa sieradzkiego.
W latach 1954–1961 wieś należała i była siedzibą władz gromady Chojne, po jej zniesieniu w gromadzie Monice. W latach 1975–1998 miejscowość administracyjnie należała do województwa sieradzkiego.

## Części wsi
| SIMC    | Nazwa     | Rodzaj    |
| ------- | --------- | --------- |
| 1065504 | Bocieniec | część wsi |
| 0713378 | Chodnik   | część wsi |
| 0713384 | Górki     | część wsi |
| 0713390 | Zapusta   | część wsi |

## Historia
W istniejącej literaturze tematu podaje się, iż pierwszym znanym właścicielem tego majątku był w 1433 r. rycerz Mszczuj z Barczewa, podkomorzy sieradzki, który podpisał m.in. pokój z Krzyżakami w 1436 r., dostał od króla Władysława Jagiełły Chojne, lokowane na prawie magdeburskim. Córka Mszczuja miała wnieść wieś w posagu do rodu Kobierzyckich h. Korab. Ostatnio A. Szymczakowa w oparciu o sieradzkie księgi grodzkie i ziemskie stwierdziła, iż pierwszym właścicielem był Jarosław z Zagórzyc i Strońska, który 5 września 1412 r. zapisał swej żonie Łucji – córce Chebdy z Niewiesza h. Pomian 150 grzywien na wsi Chojne. W 1422 r. właścicielem wsi był Klemens z Chojnego, w 1471 r. Jan Wężyk, pisarz sieradzki (1456–1493), który nabył także Zapolice, Strońsko i Tądów Niski. W XVI w. właścicielem Chojnego był Jan Łaszewski h. Dryja, wojski sieradzki, który być może nazywał się Jan Liciński albo Lyczewski. Pod koniec XVI w. dobra te przeszły do rodu Zapolskich h. Pobóg. W XVIII w. były w rękach Mączyńskich, Walewskich, Pągowskichi innych, aż w pocz. XIX w. Izabella Babska wnosi je w wianie Stanisławowi Kaczkowskiemu (1783 lub 1784–1855), znanemu historykowi, posłowi sieradzkiemu, członkowi grupy poselskiej (tzw. opozycji kaliskiej), kierowanej przez braci (Bonawenturę i Wincentego) Niemojowskich w okresie istnienia Królestwa Kongresowego. Następnymi właścicielami byli Byszewscy, od których dobra te przeszły w ręce barona Dangla, a tegoż córka wnosi je jako wiano Lipskim, którzy rozparcelowali większość majątku, zostawiając sobie dwór z ogrodem i kilka włók ziemi z lasem. Ostatnim właścicielem tego majątku był (od 1932 r.) Stanisław Neugebuaer.

## Zabytki
Parafia istnieje tutaj od 1527 r., wtedy została odłączona od Strońska przez abp. Jana Łaskiego. Pierwotnie była tu drewniana kaplica wystawiona na pocz. XVI w. przez Jana Łyczewskiego (?), wojskiego sieradzkiego. Obecny murowany późnogotycki kościół św. Anny zbudowany został w l. 1599–1613. Jednonawowy, z węższym prezbiterium. Od zach. czworoboczna, pięciokondygnacyjna wieża. Od pn. kaplica przybudowana w 1621 r. Nawa sklepiona kolebkowo z lunetami, z dekoracją stiukową typu kalisko-lubelskiego. W prezbiterium sklepienie kolebkowo-krzyżowe. Na podniebieniu kopuły kaplicy dekoracja stiukowa podzielona horyzontalnie i promieniście. Widać tu 4 herby wykonane w stiuku: Awdaniec, Pomian, Pobóg i Korab oraz inicjały: JZ, SS, ZS i SS, które oznaczają nazwiska: Jadwigi Zapolskiej – stolnikowej sieradzkiej i Zygmunta Zapolskiego – stolnika sieradzkiego. Wystrój wnętrza późnorenesansowy i barokowy z elementami gotyku. W ołtarzu głównym na odwrocie płycin, wykorzystywanych jako elementy konstrukcyjne, w 1981 r. odkryto dużej wartości obrazy gotyckie z 2. poł. XV w., pozostałość tryptyku, przedstawiające św. Annę Samotrzecią i św. Klarę prawdopodobnie z warsztatu Mistrza z Gościszewa. W świątyni zachował się cenny nagrobek Stanisława Zapolskiego h. Pobóg, fundatora kościoła, podsędka sieradzkiego, zmarłego w 1616 r., z leżącą postacią rycerza. Drugi nagrobek, z zatartym napisem, przedstawia Jana Łaszewskiego (?) h. Dryja, wojskiego sieradzkiego, właściciela wsi. Ponadto w kościele cenne stalle ozdobione późnorenesansowymi malowidłami świętych oraz późnogotycka rzeźba św. Anny Samotrzeciej. 
W przyległym do kościoła parku stoi dwór z XVII w. zbudowany przez Stanisława Zapolskiego, o czym informuje tablica erekcyjna z herbami Pobóg, Pomian oraz data „1612”. Pierwotnie dwór był wielokondygnacyjny, obecnie parterowy, bezstylowy. W r. 1998 rozpoczęte zostały prace remontowe przez obecnego właściciela dworu. Oryginalne drzwi z tego dworu pochodzące z 1621 r. eksponowane są w muzeum sieradzkim. Na drzwiach namalowane są prawdopodobnie przez Aleksandra Kołowskiego sceny przedstawiające ucisk chłopa na dworze polskiego szlachcica.
Według rejestru zabytków Narodowego Instytutu Dziedzictwa na listę zabytków wpisane są obiekty:
- kościół parafialny pw. św. Anny, XVI-XX w., nr rej.: 387 z 1.06.1967
- zespół dworski, XVII w., pocz. XIX w.:
  - dwór, nr rej.: 386 z 1.06.1967
  - park (z zadrzewieniem wokół kościoła), nr rej.: 358 z 9.08.1988

## Kultura
We wsi kultywuje się tradycje ludowe, od 1983 roku istnieje i działa „Zespół Obrzędowy Chojne”.